# Tweede Kamerverkiezingen 2023/Kandidatenlijst/ChristenUnie
Dit is de kandidatenlijst voor de Tweede Kamerverkiezingen van 2023 van de ChristenUnie (CU) zoals die op 13 oktober 2023 is vastgesteld door de Kiesraad.

## De lijst
- vet: verkozen
- schuin: voorkeurdrempel overschreden

1. Mirjam Bikker - 158.057 stemmen
2. Pieter Grinwis - 4.449
3. Don Ceder - 11.213
4. Alwin te Rietstap - 3.665
5. Joëlle Gooijer-Medama - 4.950
6. Nico Drost - 2.295
7. Tobias Holtman - 947
8. Cora Otter-van den Bosch - 1.273
9. Stieneke van der Graaf - 10.498
10. Michel Klein - 396
11. Carlijn Niesink - 1.020
12. Jerke Setz - 711
13. Christian van der Krift - 486
14. Arjan Langen - 284
15. Lizo Koppejan - 549
16. Elly van Wageningen - 413
17. Bert Tijhof - 434
18. Wouter de Reus - 270
19. Gaetan Mbwete - 763
20. Mark Treurniet - 352
21. Arend Palland - 345
22. Bettelies Westerbeek - 313
23. IJmert Muilwijk - 170
24. Judith Westerink-Petersen - 291
25. Ingeborg Dijkstra-Verbeek - 332
26. Gert van den Berg - 247
27. Alma Broekmaat-Hagens - 266
28. Thera de Haan - 241
29. Arjan Koerts - 183
30. Annebeth Roor-Wubs - 334
31. Jan Pieter Verweij - 201
32. Ingrid Paalman-Dijkenga - 194
33. Anil Kumar - 144
34. Eva Kerklaan-van der Beek - 218
35. Joël Visser - 154
36. Lieuwe van der Pol - 148
37. Antrude Oudman - 195
38. Jarin van der Zande - 181
39. Gilco Grandia - 104
40. Sara van Oordt-Jonckheere - 334
41. Bertus Cornelissen - 164
42. Nathalie Nede - 230
43. Jan Willem Schutte - 134
44. Gerben van Dijk - 241
45. Piet Adema - 224
46. Frank Bosman - 104
47. Eline Hoogenboom - 438
48. Henk Stoorvogel - 1.363
49. Reinier van den Berg - 388
50. Beatrice de Graaf - 1.626

2002 · 2003 · 2006 · 2010 · 2012 · 
2017 · 
2021 · 
2023
VVD · D66 · GroenLinks-PvdA · PVV · CDA · SP · Forum voor Democratie · Partij voor de Dieren · ChristenUnie · Volt · JA21 · SGP · DENK · 50PLUS · BBB · BIJ1 · Piratenpartij - De Groenen · BVNL / Groep Van Haga · Nieuw Sociaal Contract · Splinter · Libertaire Partij · LEF - Voor de Nieuwe Generatie · Samen voor Nederland · Nederland met een PLAN · PartijvdSport · Politieke Partij voor Basisinkomen